# Древнерусское лицевое шитьё

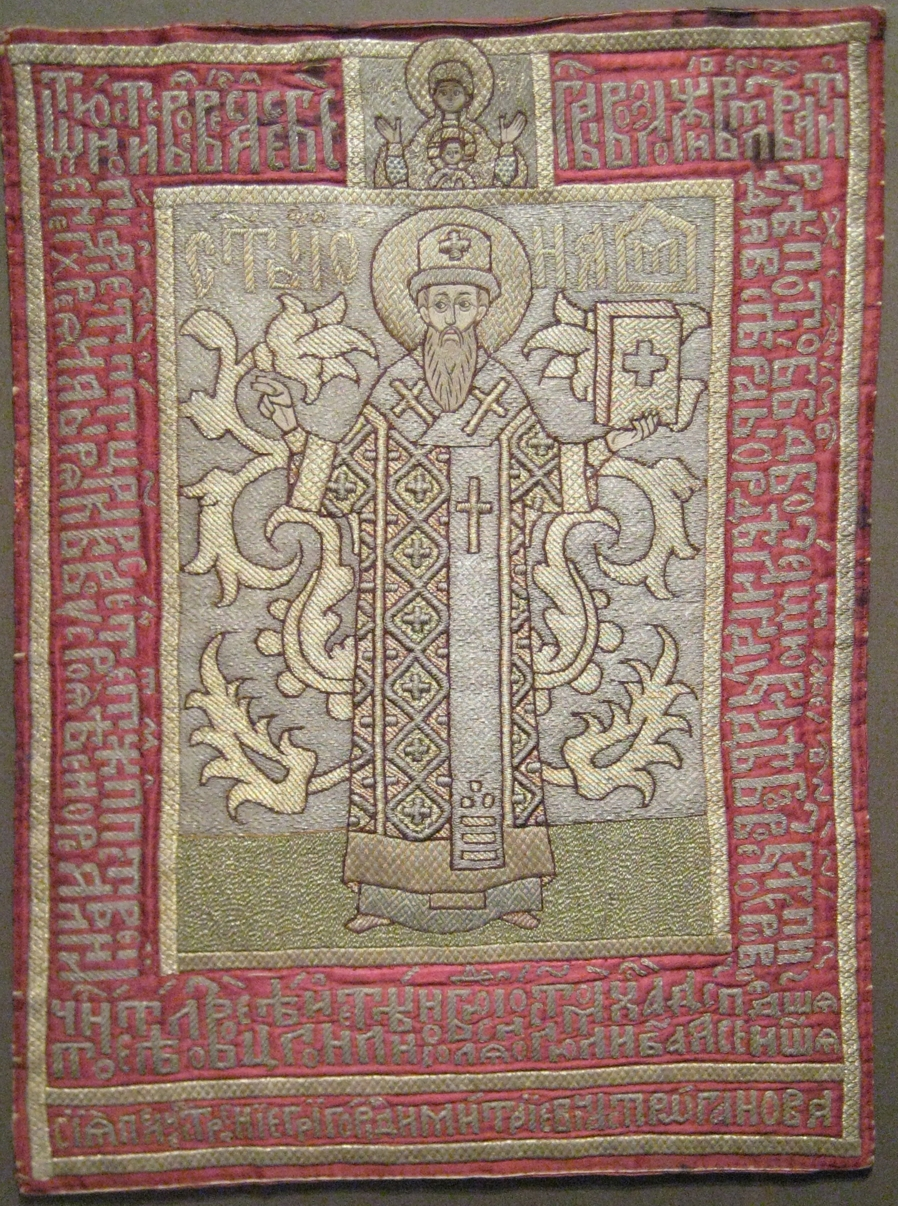
Святитель Иона Московский

Древнерусское лицевое шитьё («живопись иглой») — вид декоративно-прикладного искусства, распространённый в эпоху Древней Руси.
Его сюжетные изображения, близкие к художественному и образному строю иконы и фрески, сочетаются с литургическими и вкладными надписями. Вместе с тем лицевое шитье имеет свои особенности, в их числе — бо́льшая, чем у многих других видов изобразительного искусства, зависимость от материала, технологии и функционального назначения предмета.
Наиболее крупные собрания произведений лицевого шитья хранятся в Музеях Московского Кремля, в московском Историческом музее, в Русском музее в Санкт-Петербурге, в Ростовском кремле, в Сергиево-Посадском и Новгородском музеях.

## Краткая история
Древнерусское лицевое шитьё сформировалось под непосредственным воздействием Византии и достигло на Руси необычайного расцвета.

### Сюжет
Обычно произведения шитья состоят из основного изображения — святых, сцен их жития, евангельских или библейских сюжетов — и каймы с подобными же изображениями или орнаментом, с шитыми литургическими и вкладными надписями.

### Предназначение

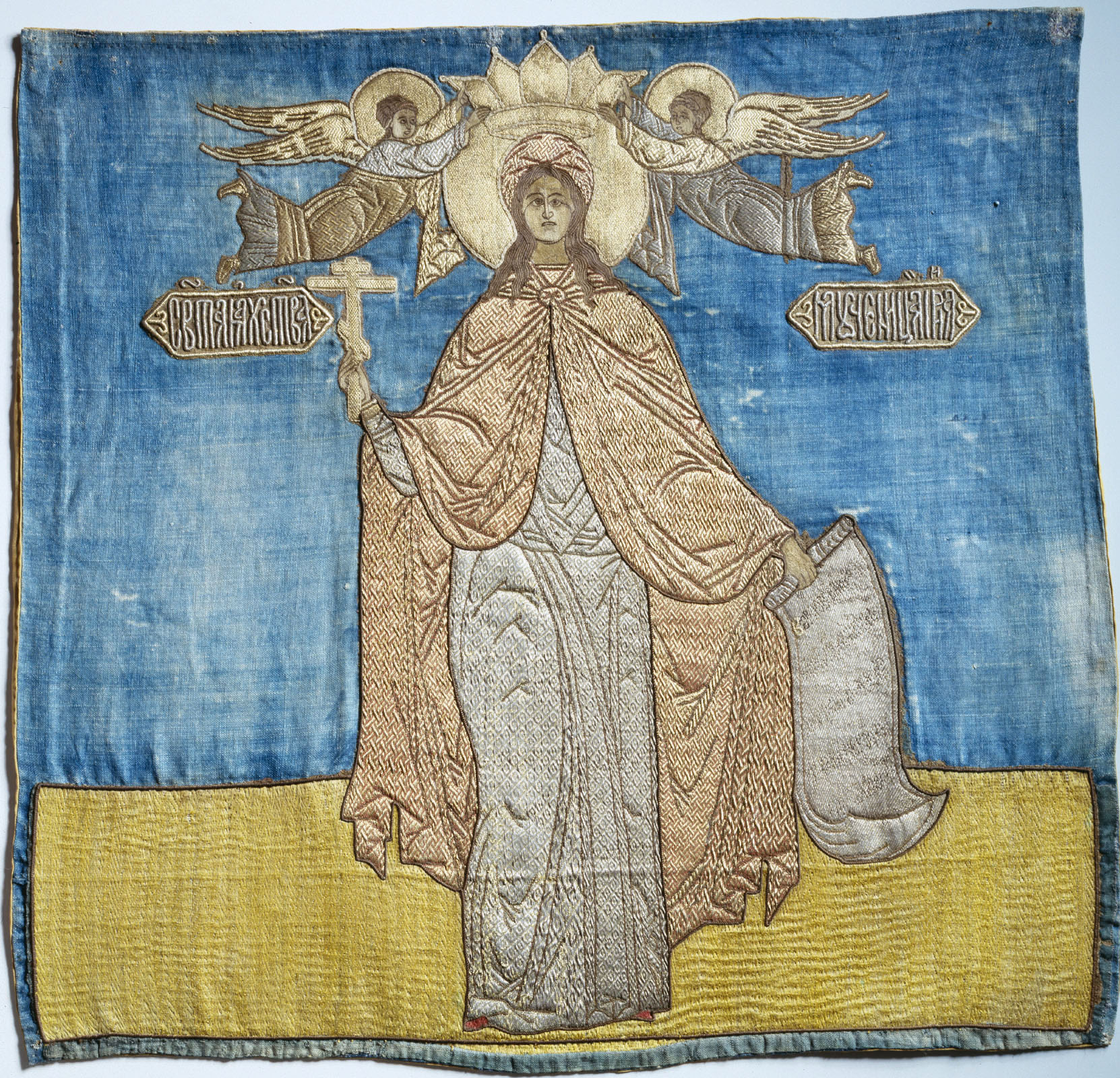
Пелена великомученица Ирина

В основном это предметы церковного назначения: суда́ри (покровцы — небольшие платы) на дискос и потир, плащаницы («возду́хи», «возду́хи большие» — платы большого размера с рисованными или вышитыми изображениями «Положения во гроб», «Оплакивания» или «Снятия со креста»), шитые пелены под иконы, хоругви, одежды и покровы на престолы и жертвенники, покровы на раки с мощами святых, а также облачения духовенства; редко шитые иконы. Эти произведения сделаны из дорогих тканей серебряными, золотыми и шелковыми нитями.

### Техника
Лично́е (лица) обычно вышивали тонким шёлком разных оттенков песочного цвета, одежду и все остальное — шелком или серебряными и золотными нитями разными швами. Иногда под золотную нить подкладывали толстую льняную или хлопчатобумажную ткань для придания рельефности. Нередко шитое произведение украшали драгоценными камнями, обнизывали жемчугом. Для прочности под шитье, выполненное по шелковой ткани, клали окрашенный холст, а затем пришивали подкладку.
Шитые произведения отличал сложный процесс их создания. Иногда над одним произведением работали несколько художников: «знаменщики» — иконники и иконописцы, травщики и словописцы, которые «знаменили», то есть рисовали изображения, узоры («травы») и надписи («слова») «под шитье». «Знаменовали» образец на бумаге, а с бумаги переводили на ткань. Иногда рисовали прямо на ткани, а затем знаменовали на бумагу. Для знаменных дел употребляли чернила, сажу, белила, сурик и другие краски. Знаменщики шитых произведений обычно были профессиональными иконописцами, орнаменталистами и каллиграфами. Нанесенный ими на ткань рисунок мастерицы обметывали белыми нитками, а затем вышивали.

### Значение и создатели

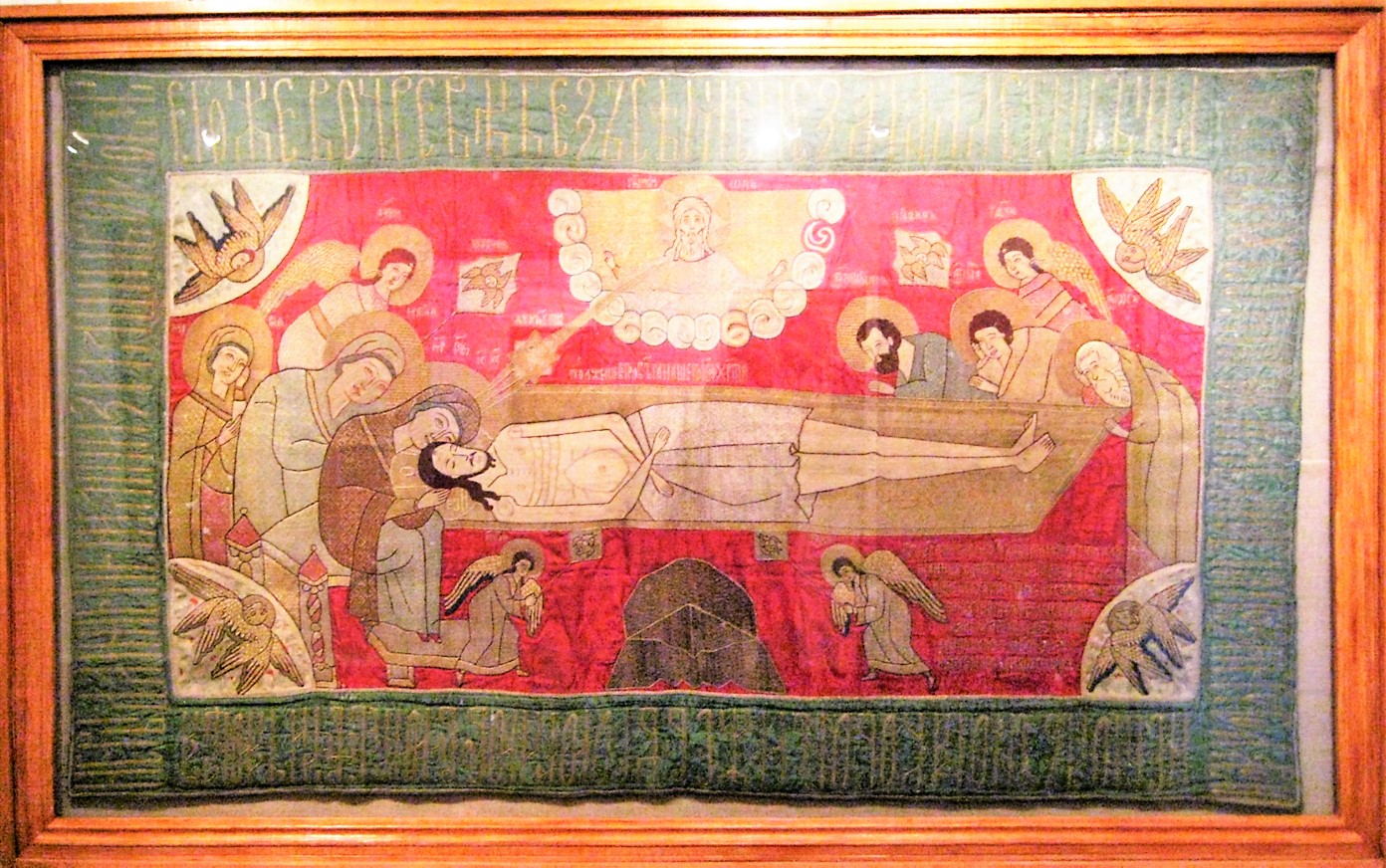
Плащаница. Нижний Новгород, XVII век

Шитье церковных пелен считалось делом богоугодным. В каждом более или менее богатом доме Древней Руси были особые светлые комнаты, отведённые для женского рукоделия, — «светлицы». В этих светлицах под руководством хозяйки дома работало иногда до полусотни мастериц. Славились своим шитьем и женские монастыри. Среди вышивальщиц были царицы и княгини, боярыни и монастырские старицы, купеческие жёны и простые мастерицы. Само вышивание было трудоёмким и длительным процессом, над одним произведением часто работали несколько мастериц. Выполненные в многочисленных светлицах произведения лицевого шитья дарили в церкви и монастыри. Пелены и целые шитые иконостасы, хоругви и знамёна сопровождали различные торжественные шествия и церемонии, а также воинские смотры и походы. Памятники шитья как ценные предметы дарили представителям духовенства других православных стран.